# Phaeoses leucoprosopa
Phaeoses leucoprosopa är en fjärilsart som beskrevs av Turner 1923. Phaeoses leucoprosopa ingår i släktet Phaeoses och familjen äkta malar. Inga underarter finns listade i Catalogue of Life.